# Pont de Stains
Le pont de Stains est un pont franchissant le canal Saint-Denis, à Aubervilliers,. Il est aussi appelé Pont Victor-Hugo du nom de l'avenue Victor-Hugo à laquelle il laisse passage.
Il a donné son nom au secteur du pont de Stains, situé entre le parc de la Villette à Paris et le stade de France à Saint-Denis.

## Caractéristiques

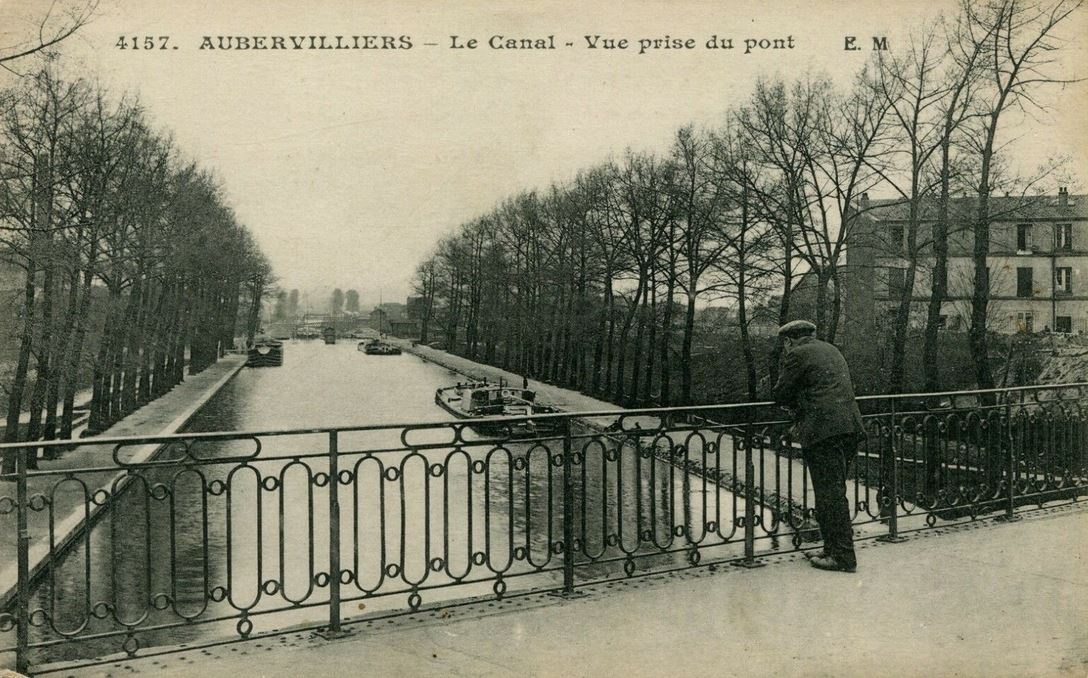
Le canal Saint-Denis, vu du pont, en direction du nord.

## Historique

### Contexte

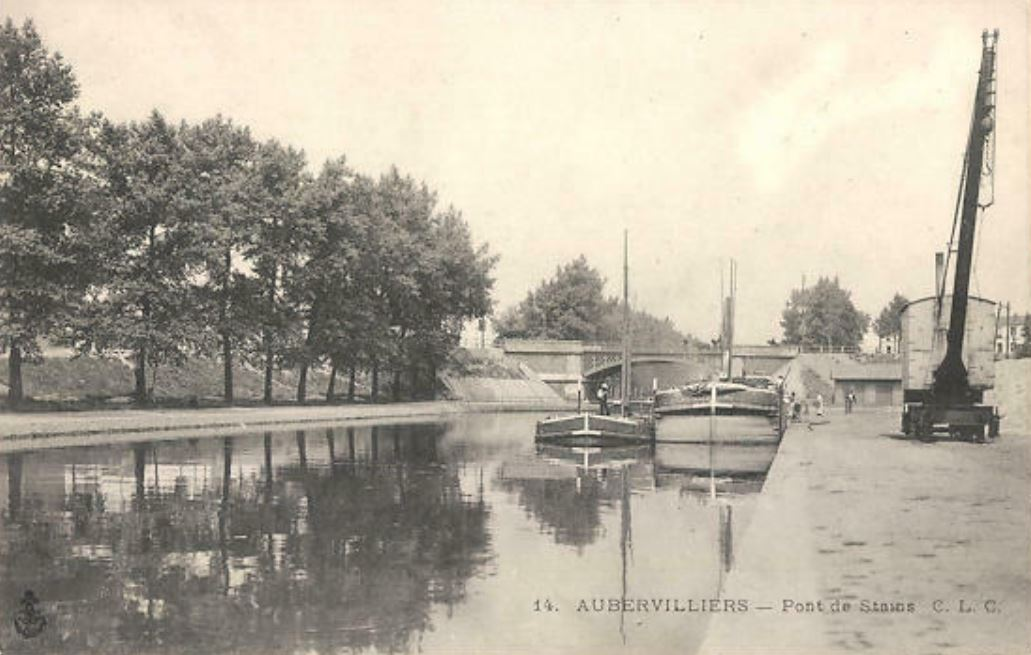
Péniches sur le canal Saint-Denis, et en arrière-plan, le pont de Stains.

Après la construction du canal Saint-Denis, un pont-levis au croisement du quai Lucien-Lefranc et de la rue de Saint-Gobain est construit à cet endroit. Il est par la suite remplacé par un pont tournant, de capacité insuffisante.
Pour remédier à la croissance du trafic entre les deux rives du canal, le pont de Stains actuel est construit dans les années 1930. Il rejoint le croisement du quai Lucien-Lefranc et de la rue Madeleine-Vionnet à l'ouest, à la place Henri-Rol-Tanguy à l'est.
Il est alors franchi par la ligne de tramway no 71 menant à La Courneuve.
Des traces de l'ancien pont tournant sont toujours visibles et la passerelle pour piétons a été conservée et réaménagée.

### Ligne 12 du métro de Paris

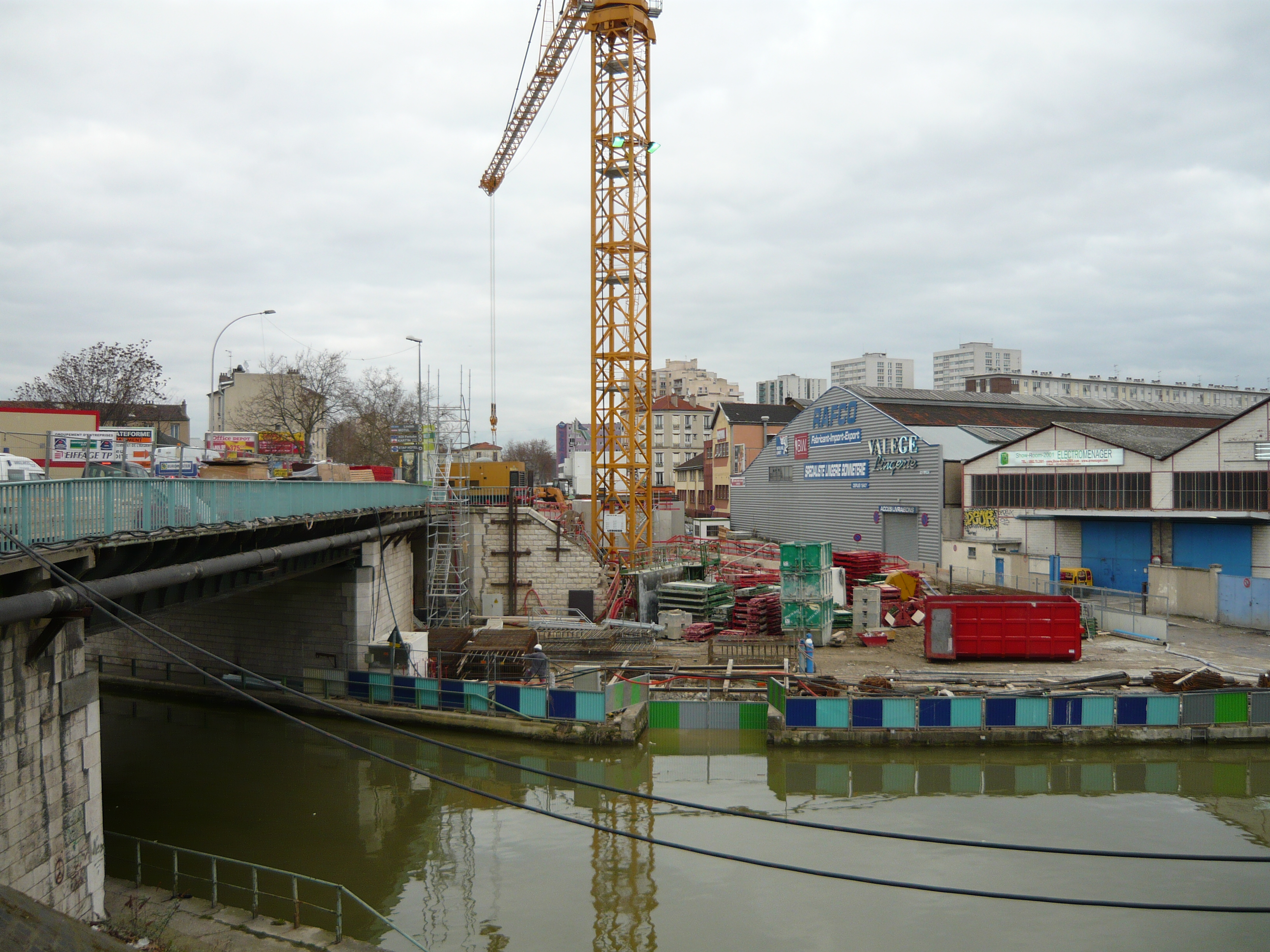
Chantier du pont de Stains.

Le prolongement de la ligne 12 du métro de Paris entraîne la création à cet endroit d'une nouvelle station de métro, un moment désignée Pont de Stains. Elle sera finalement nommée Aimé Césaire.
Des travaux de forage sont réalisés sous le canal à cet endroit. Un puits y a été creusé afin d’évacuer les déblais et approvisionner les voussoirs par péniche.